# World Masters Games
I World Masters Games sono una manifestazione multisportiva per atleti master (con range d'età minimo dai 25 ai 35 anni a seconda dello sport), organizzata, con cadenza biennale (ogni quattro anni l'edizione estiva e quella invernale, sfalsate di due anni esattamente come avviene per i Giochi olimpici), dalla International Masters Games Association (IMGS), associazione internazionale membro di SportAccord.

## Edizioni estive
| Anno | Sede                                | Discipline | Paesi | Atleti | Motto                                        |
| ---- | ----------------------------------- | ---------- | ----- | ------ | -------------------------------------------- |
| 1985 | Toronto Canada                      | 22         | 61    | 8.305  | The year of the Masters                      |
| 1989 | Aalborg, Aarhus e Herning Danimarca | 37         | 76    | 5.500  | Sport for life                               |
| 1994 | Brisbane Australia                  | 30         | 74    | 24.500 | The challenge never ends                     |
| 1998 | Portland Stati Uniti                | 28         | 102   | 11.400 | The global celebration of sport for life     |
| 2002 | Melbourne Australia                 | 26         | 98    | 24.886 | The biggest multi-sport festival on Earth    |
| 2005 | Edmonton Canada                     | 25         | 89    | 21.600 | A festival of sport in the city of festivals |
| 2009 | Sydney Australia                    | 28         | 95    | 28.676 | Fit, fun and forever young                   |
| 2013 | Torino Italia                       | 33         | 107   | 15.394 | Sport for life, sport for all                |
| 2017 | Auckland Nuova Zelanda              | 28         | 100   | 28.578 | For the Love of Sport                        |
| 2025 | Taipei Taiwan                       | 35         | 108   | 25.049 | Sports beyond Age & Life without Limits      |
| 2027 | Kansai Giappone                     | -          | -     | -      | The Blooming of Sport for Life               |
| 2029 | Perth Australia                     | -          | -     | -      |                                              |

## Edizioni invernali
| Anno | Sede              | Discipline | Paesi | Atleti | Motto             |
| ---- | ----------------- | ---------- | ----- | ------ | ----------------- |
| 2010 | Bled Slovenia     | 7          | 42    | 3.000  | The Games for you |
| 2015 | Québec Canada     | 9          | 20    | 1.600  | -                 |
| 2020 | Innsbruck Austria | 8          | -     | 3.000  | -                 |

## Discipline
- Atletica
- Badminton
- Basket
- Biliardo
- Bocce
- Calcio
- Canoa
- Kayak
- Canottaggio
- Ciclismo su pista
- Ciclismo su strada
- Diving
- Golf
- Hockey su prato
- Judo
- Karate
- Mountain bike
- Nuoto
- Orienteering
- Pallanuoto
- Pallavolo
- Rugby
- Softball
- Sollevamento pesi
- Squash
- Taekwondo
- Tennis
- Tennistavolo
- Tiro a segno
- Tiro al piattello
- Tiro con l'arco
- Vela